# Нива (река)
Вижте пояснителната страница за други значения на Нива.
Нива е река в Мурманска област, Русия.
Дължината на реката е 36 km. Площта ѝ е 12 800 km2. Реката извира от езеро Имандра и преминава през Кандалакшкия залив, след което се влива в Бяло море. Град Кандалакша се намира в естуара на реката.
През периода 1936-1954 са построени три водноелектрически централи по река Нива. Имат общ капацитет от 240 MW и производство за годината – 1390 GWh елетроенергия.